# Province de Songkhla
Pour les articles homonymes, voir Songkhla (homonymie).
Songkhla (en thaï : สงขลา, en malais Singgora) est une province (changwat) de Thaïlande.
La province de Songkhla se situe dans la région Sud de la Thaïlande et borde la Malaisie. Son nom est issu de l'ancien nom Sinhgala (cité des lions) et se réfère à la montagne ayant la forme de cet animal près de la ville de Songkhla.
À l'inverse d'autres provinces, la capitale Songkhla n'est pas la plus grosse ville de la province. Hat Yai, avec une population de 194 000 habitants, est deux fois plus grosse que Songkhla. C'est une ville de communication, vers la Malaisie (Penang et le Kedah).

## Géographie
La province est située dans la péninsule Malaise et s'ouvre sur le golfe de Thaïlande. La montagne de Khao Mai Kaeo est son point culminant, avec 821 mètres d'altitude.
Au nord se trouve le lac Songkhla, le plus grand lac naturel de Thaïlande. Ce lac couvre une aire de 1040 kilomètres carrés et s'étend sur 78 kilomètres du Nord au Sud. Une petite population de dauphins de l'Irrawaddy vit dans le lac mais elle est menacée d'extinction par la pêche locale et la pollution.

## Histoire

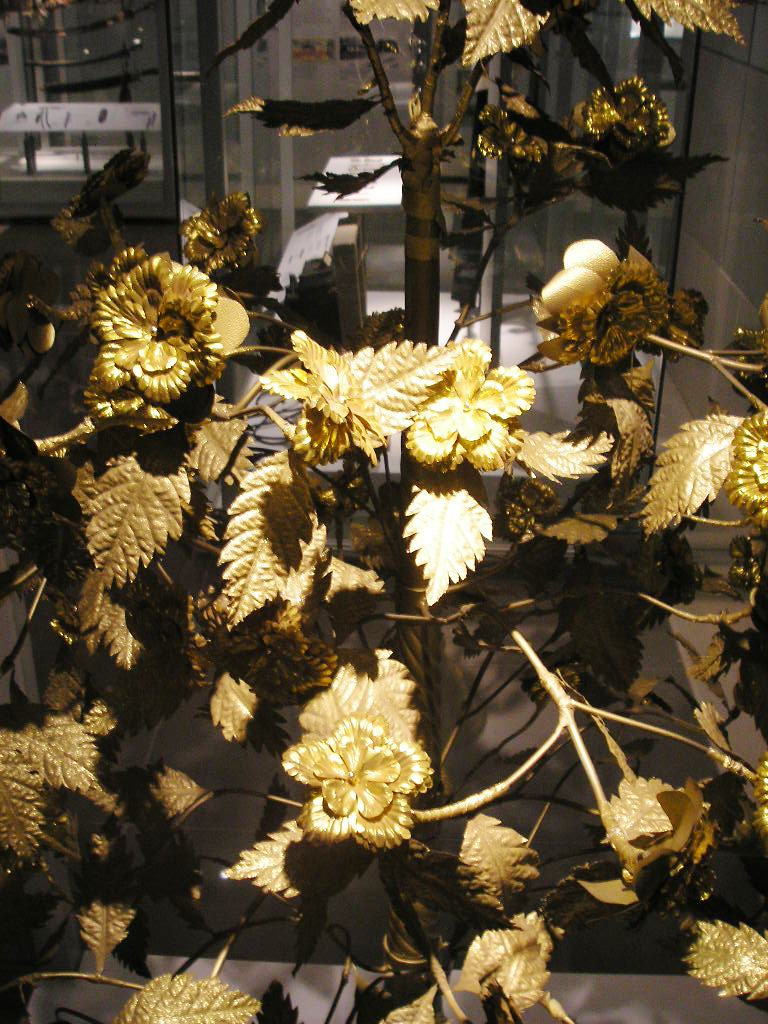
Bunga Mas exposées au musée national de Kuala Lumpur en Malaisie

Singgora est une ancienne principauté malaise qui, comme les autres États maritimes malais de la région, faisait partie d'un réseau commerçant. Comme les autres principautés malaises du nord de la péninsule de Malacca, elle est l'objet des visées expansionnistes du royaume thai d'Ayutthaya.
De 1646 à 1649, Singgora s'allie aux sultanats malais de Kedah et Patani  pour résister à Ayutthaya. Les alliés attaquent et occupent Nakhon Si Thammarat en 1649. Ayutthaya envoie des troupes. En 1650, deux bateaux de Songkhla apportent un message de paix et des fleurs d'or (Bunga Mas) pour rendre hommage à Prasat Thong.
Singgora finit par accepter la suzeraineté de Nakhon Si Thammarat.
Au XVIIIe siècle, beaucoup d'immigrants chinois, spécialement de Guangdong et Fujian, viennent dans cette province. Ils participent à l'amélioration de la vie économique, l'un d'entre eux remporte les taxes fermières en 1769 et établit la famille Na Songkhla comme la plus importante. En 1777, cette famille obtient également un fort pouvoir politique, l'ancien gouverneur est révoqué et Luang Inthakhiri (Yiang, nom chinois Wu Rang (呉譲)) devient le nouveau gouverneur. En 1786, l'ancien gouverneur lance une révolte qui est arrêtée quatre mois plus tard. Le poste est alors hérité dans la famille et huit descendants l'occupe jusqu'en 1901. Cette année, Phraya Wichiankhiri (Chom) est honorablement retiré dans le cadre des réformes du prince Damrong Rajanubhab. La maison familiale est maintenant utilisée comme musée national.

## Démographie
23,2 % de la population est musulmane et 4,6 % fait partie de la minorité malaise. 

## Divisions administratives

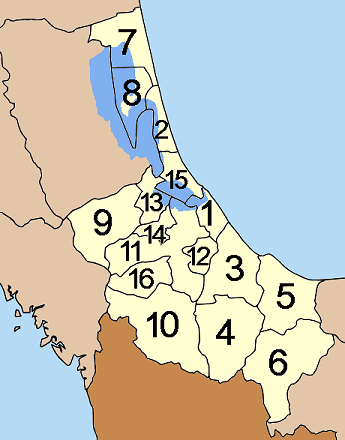
Carte des amphoe de la province de Songkhla.

Songkhla est subdivisé en 16 districts (Amphoe) eux-mêmes divisés en 127 communes (tambon) et 987 villages (mubaan).
| 1. Mueang Songkhla 2. Sathing Phra 3. Chana 4. Na Thawi 5. Thepha 6. Saba Yoi 7. Ranot 8. Krasae Sin | 1. Rattaphum 2. Sadao 3. Hat Yai 4. Na Mom 5. Khuan Niang 6. Bang Klam 7. Singhanakhon 8. Khlong Hoi Khong |